# كارل فريدريش كوبن
كارل فريدريش كوبن (بالألمانية: Karl Friedrich Köppen)‏ (و. 1808 – 1863 م) هو فيلسوف، ومؤرخ ألماني، ولد في ألتمارك، توفي في برلين، عن عمر يناهز 55 عاماً.

## التعليم
تعلم في جامعة هومبولت في برلين
.